# 布罗伊纳
布罗伊纳是德国黑森州的一个市镇。总面积40.47平方公里，总人口3602人，其中男性1784人，女性1818人（2011年12月31日），人口密度89人/平方公里。